# Colobothea hirtipes
Colobothea hirtipes es una especie de escarabajo longicornio del género Colobothea,  subfamilia Lamiinae. Fue descrita científicamente por Degeer en 1775.
Se distribuye por Bolivia, Brasil, Guyana, Guayana Francesa, Perú, Surinam y Trinidad y Tobago. Mide 11,2-23 milímetros de longitud. El período de vuelo ocurre en los meses de enero, agosto, septiembre, octubre y noviembre.